# Mutua Madrid Open 2014
Mutua Madrid Open 2014 — 25-й розыгрыш ежегодного профессионального теннисного турнира среди мужчин и женщин, проводящегося в испанском городе Мадрид и являющегося частью тура ATP в рамках серии Masters 1000 и тура WTA в рамках серии Premier Mandatory.
В 2014 году турнир прошёл с 3 по 11 мая. Соревнование продолжало околоевропейскую серию грунтовых турниров, подготовительную к майскому Roland Garros.
Прошлогодние победители:
- в мужском одиночном разряде —  Рафаэль Надаль
- в женском одиночном разряде —  Серена Уильямс
- в мужском парном разряде —  Боб Брайан и  Майк Брайан
- в женском парном разряде —  Анастасия Павлюченкова и  Луция Шафаржова

## Соревнования

### Мужчины. Одиночный турнир
Рафаэль Надаль обыграл  Кэя Нисикори на отказе соперника, при счёте 2-6, 6-4, 3-0 в свою пользу.
- Надаль выигрывает 3-й титул в сезоне и 63-й за карьеру в основном туре ассоциации.
- Нисикори впервые за 18 финалов в протуре завершает титульный матч досрочно.

### Женщины. Одиночный турнир
Мария Шарапова обыграла  Симону Халеп со счётом 1-6, 6-2, 6-3.
- Шарапова выигрывает 2-й титул в сезоне и 31-й за карьеру в туре ассоциации.
- Халеп впервые за 8 финалов уступает в титульном матче.

### Мужчины. Парный турнир
Даниэль Нестор /  Ненад Зимонич обыграли  Боба Брайана /  Майка Брайана со счётом 6-4, 6-2.
- Нестор выигрывает 3-й титул в сезоне и 81-й за карьеру в основном туре ассоциации.
- Зимонич выигрывает 2-й титул в сезоне и 51-й за карьеру в основном туре ассоциации.

### Женщины. Парный турнир
Сара Эррани /  Роберта Винчи обыграли  Гарбинье Мугурусу Бланко /  Карлу Суарес Наварро со счётом 6-4, 6-3.
- Эррани выигрывает 3-й титул в сезоне и 22-й за карьеру в туре ассоциации.
- Винчи выигрывает 3-й титул в сезоне и 22-й за карьеру в туре ассоциации.